# Estonia (schip, 1980)
De Estonia was een Oostzeeveerboot, die op 28 september 1994 op weg van Tallinn naar Stockholm schipbreuk leed. De ondergang van de Estonia is vanwege de 852 slachtoffers de grootste scheepsramp in de Europese naoorlogse geschiedenis.

## Geschiedenis van het schip
De Estonia werd in 1980 als Viking Sally samen met de Viking Saga en de Viking Song gebouwd op de scheepswerf van Jos. L. Meyer in Papenburg (Duitsland) voor de Finse rederij Viking Line. Het schip voer daarna als Silja Star voor Silja Line en als Wasa King voor Wasa Line. Hierna werd het schip in oktober 1992 verkocht aan een Zweeds-Estse joint venture van Nordström & Thulin en Estonian Shipping en kreeg het de naam Estonia, de Latijnse/Engelse naam voor Estland. Het schip was op dat moment het grootste en modernste schip onder Estse vlag en het werd ingezet op de route Stockholm-Tallinn.

## De ondergang
De Estonia vertrok op 27 september 1994 met vertraging rond 19.15 uur vanuit de haven van Tallinn en zette koers naar Stockholm. De aankomst in Stockholm was voor de volgende ochtend rond 9.30 uur gepland. Wat er die nacht gebeurde kan door verklaringen van overlevenden enigszins gereconstrueerd worden.
Bij zware zeegang drong ergens na middernacht water binnen op het autodek van de Estonia. Hoe dit precies kwam is niet voor honderd procent duidelijk, maar waarschijnlijk is de boegklep afgebroken door de kracht van metershoge golven. Het schip maakte hierdoor slagzij door binnenstromend water en zonk binnen een half uur. Korte tijd na de eerste noodoproep om 1.22 uur, die door enkele in de buurt varende Finse veerboten werd opgevangen en beantwoord, werd het radiocontact verbroken en om 1.55 uur verdween de Estonia van de radarschermen op de andere schepen.
Aangezien de ramp gebeurde op een relatief druk bevaren deel van de Oostzee, was na ongeveer een uur de Mariella, een veerboot van Viking Line, ter plekke. Helikopters werden betrekkelijk laat ingezet bij de reddingswerkzaamheden. Hoge golven en sterke wind maakten de reddingswerkzaamheden moeilijk, mede waardoor slechts 137 mensen het ongeluk overleefden. De slachtoffers vielen door onderkoeling op open zee,  of in de reddingsvlotten, of door verdrinking in het schip. Vanwege de snelle ondergang konden velen het schip niet tijdig verlaten. Naderhand werd besloten de Estonia niet te lichten. De meeste slachtoffers bevinden zich dus nog altijd aan boord van het schip op de zeebodem. Er werd wel onderzoek uitgevoerd op het wrak door Rockwater met ROV's en duikers vanaf de van Smit Internationale gecharterde Semi 1.
Tijdens het ongeluk met de Estonia waren er twee Nederlandse vrachtwagenchauffeurs aan boord. Stephan Duijndam uit Alblasserdam was een van de 137 overlevenden. Tom de Klerk uit Kapelle verloor evenwel zijn leven tijdens het ongeluk.
Het roll-on-roll-offscheepstype stond al sinds de ramp met de Herald of Free Enterprise, ruim zeven jaar eerder, ter discussie, vanwege de grote autodekken die over de volle lengte en breedte doorliepen. Zodra een dergelijk schip water maakt, zorgt het vrije vloeistofoppervlak voor een razendsnelle afname van de stabiliteit en aldus een snel kapseizen. De ramp met de Estonia leidde er toe dat de IMO het Internationaal Verdrag voor de beveiliging van mensenlevens op zee aanpaste met onder andere meer eisen aan lekstabiliteit van roro-schepen.

## 2020
In 2020 werd onderzoek gedaan d.m.v. een onderwaterrobot. Er is onder de waterlijn een gat geconstateerd van vier meter. Het hoofd van het onderzoeksteam verklaarde in 2020  dat dit gat mogelijk is veroorzaakt door een aanvaring met een onderzeeër. De Zweedse regering gaat nu de wet aanpassen die het verbiedt om te duiken bij de Estonia, zodat er opnieuw onderzoek kan worden gedaan naar de oorzaak van de ramp.

## Fotogalerij

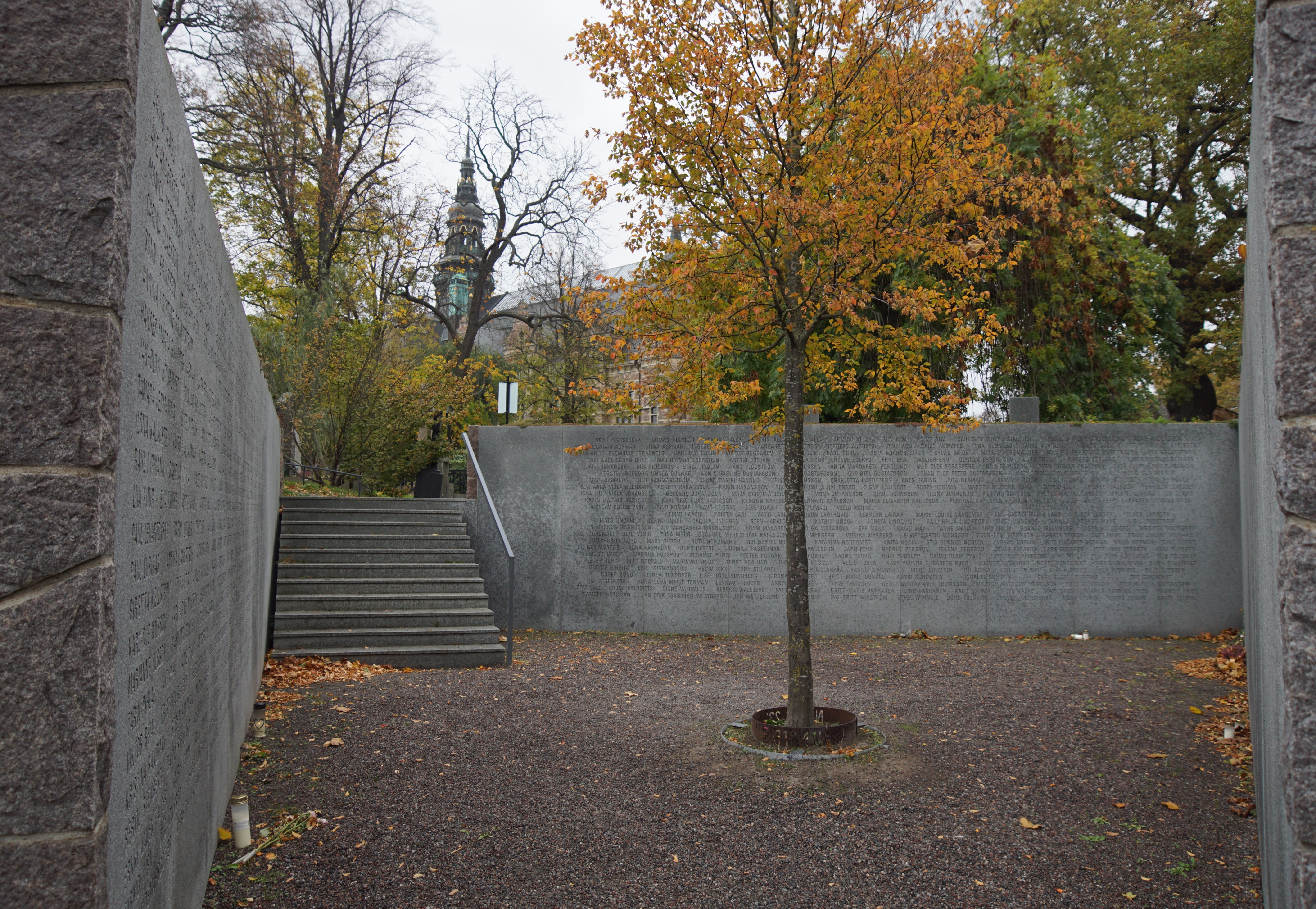
Estonia monument in Stockholm
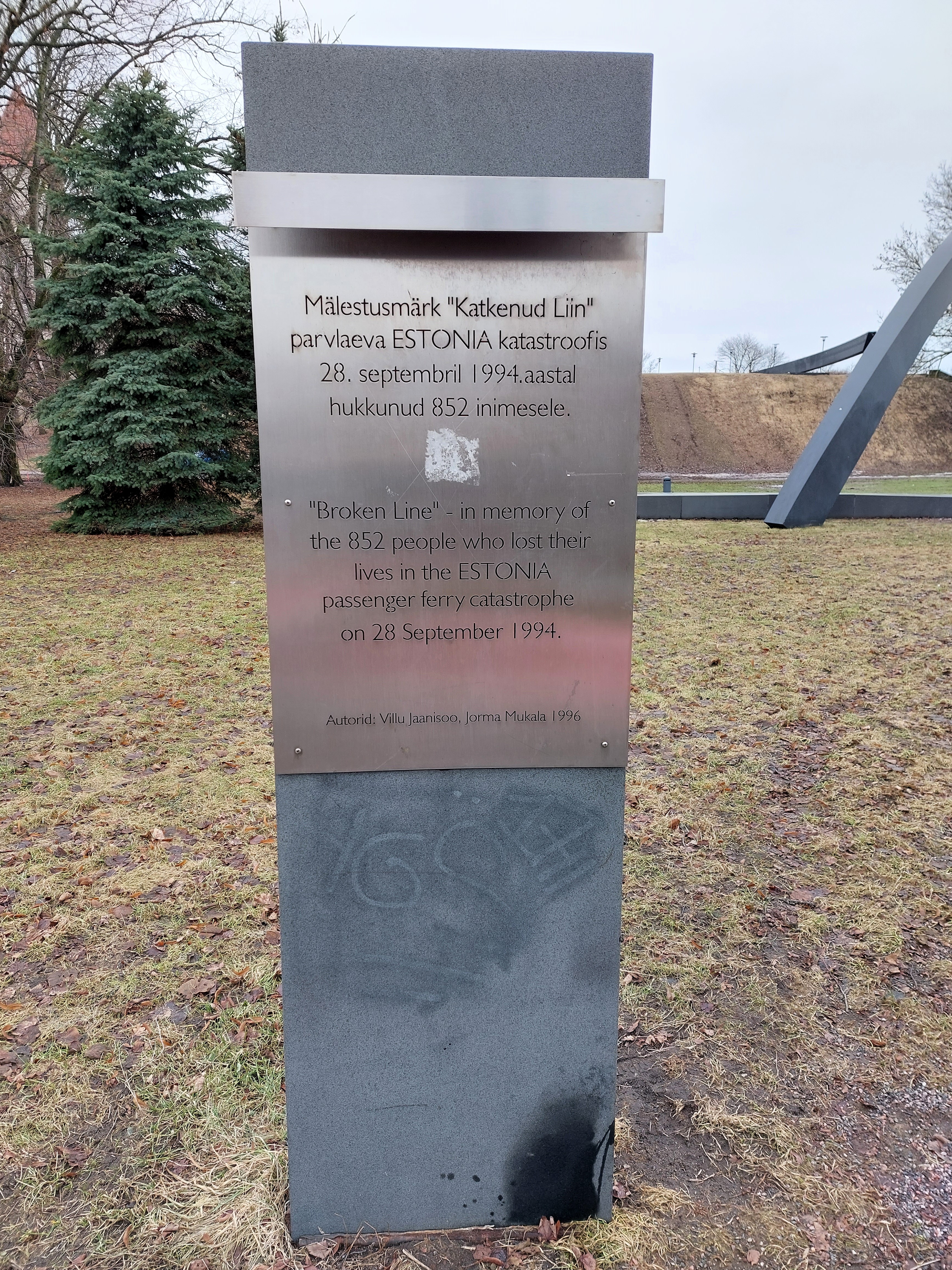
Tekstzuil bij het Estonia monument in Tallinn
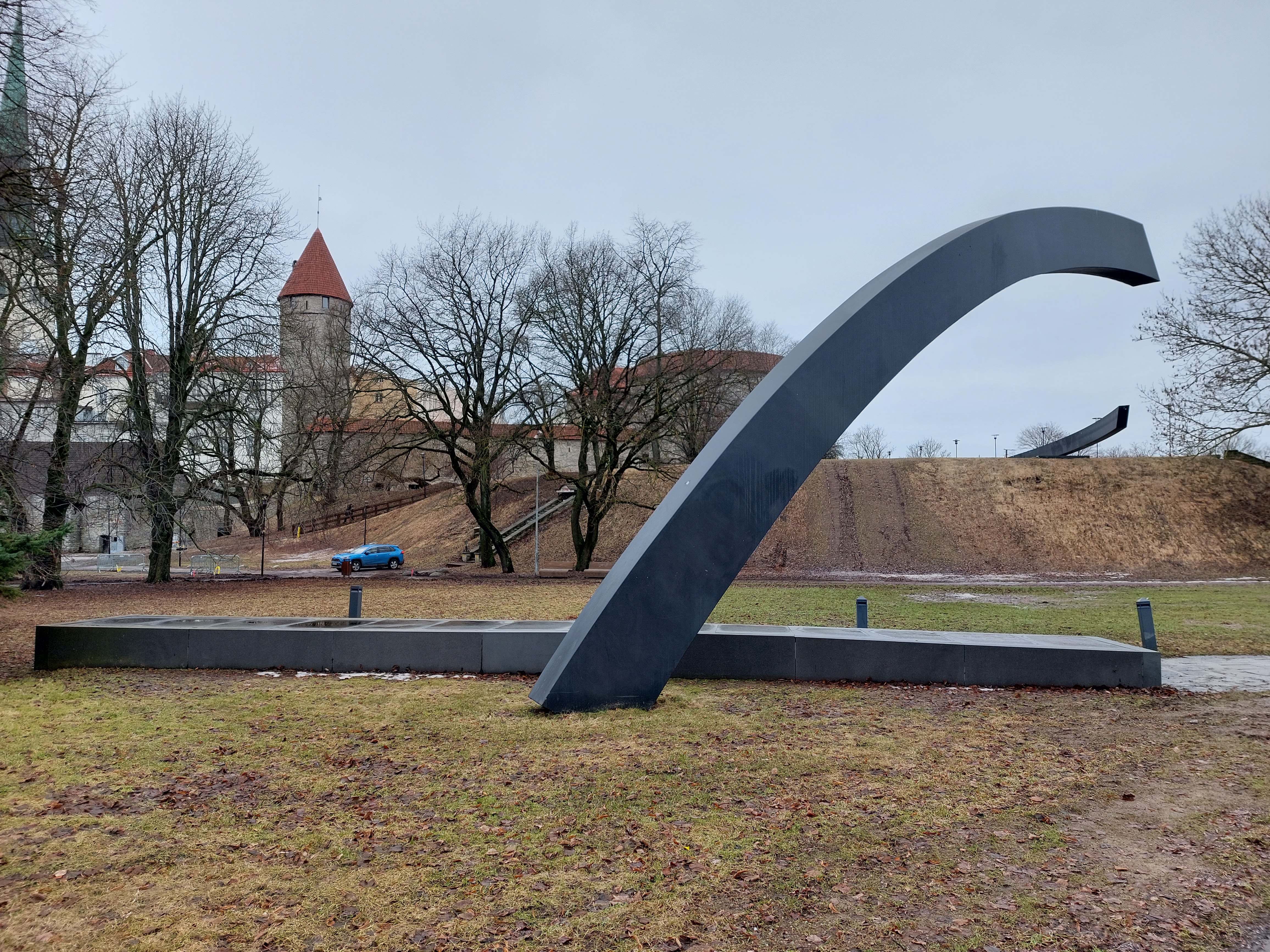
Estonia monument in Tallinn